# Васпураканское царство
Васпурака́нское ца́рство (арм. Վասպուրականի թագավորություն) — армянское феодальное государство династии Арцрунидов (908—1021) в пределах историко-географической области Васпуракан.

## Территория
Васпураканское царство было самым крупным из вассальных государств (Карс, Сюник, Ташир-Дзорагет) средневекового Анийского царства. Оно охватывало восточный бассейн озера Ван; на востоке его границы доходили до озера Урмия, на севере — до реки Аракс и горы Арарат, на юге — Таврских гор.

## Население
При Сенекериме (1003—1021) население Васпураканского царства составляло около 1 млн человек. Большинство людей жили в 4 тысячах деревень, а ремесленники и торговцы — в 10 городах царства. На территории царства имелось 72 крепости и 115 монастырей.

## Экономика
Через Васпураканское царство пролегала южная ветвь важного торгового караванного пути, на которой были расположены крупные торговые центры — Ван, Беркри, Маназкерт. Высокого развития здесь достигли ремесленное производство и торговля. В царствование первого царя Гагика Арцруни (908—943) велись большие строительные работы в столице Ван, городе Востан и на острове Ахтамар.

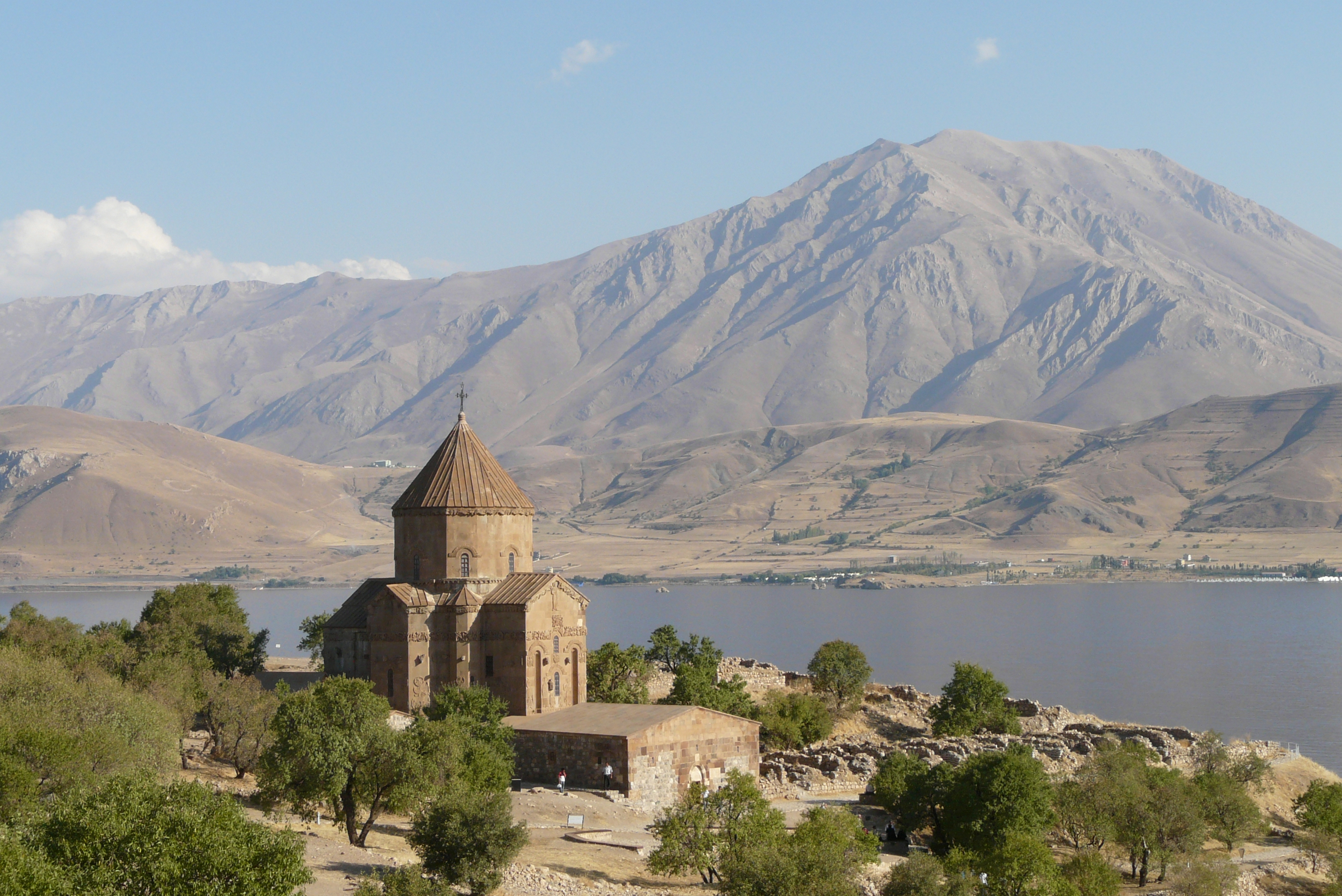
Церковь Суб Хач (X век) на острове Ахтамар

## Культура
Крупнейшими представителями армянской культуры были зодчий  Мануэл и поэт Григор Нарекаци.

## Религия
Государственной религией Васпуракана являлось христианство. На остров Ахтамар переселился католикос армян. Католический престол был перенесён обратно в область Айрарат, однако с тех пор до XIX века существовала Ахтамарская епархия.
Васпураканское царство охватило антифеодальное и антирелигиозное движение тондракийцев.

## Крах

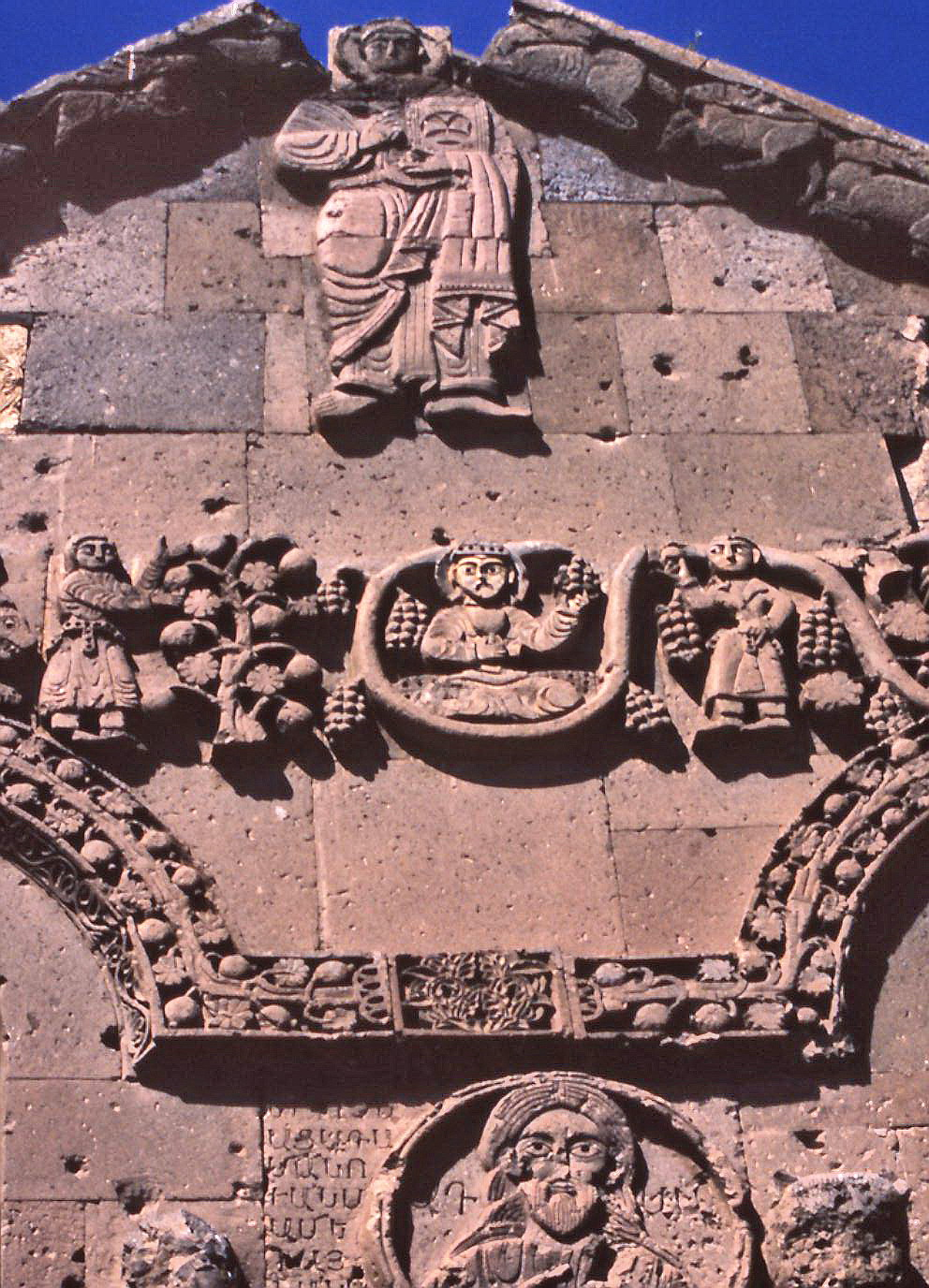
Царь Гагик

Васпураканское царство часто становилось объектом набегов со стороны иноземных племён, которые успешно отражало. У васпураканской феодальной знати никогда не появлялось намерения уступить свои владений Византии. Ситуация поменялась после 1000 года, когда византийский император Василий II стал проводить политику бескровного завоевания Востока. В начале XI века Васпураканское царство подверглось нападениям тюркских племён, шедших с востока, что способствовало осуществлению императором аннексионистической программы и передаче царства в пользу империи. Зимой 1021—1022 годов, не получив ожидаемой помощи Василия II, оно было присоединено к Византии и прекратило самостоятельное существование. Последний царь Сенекерим продал свои владения, взамен получив княжество в Каппадокии и  Себастия в Малой Армении. В 1010 году была образована Фема Васпуракан. Для укрепления позиции империи в новой провинции, вместе с ним переехали десятки тысяч людей.

## Цари
| Имя       | Правил    | Примечания                     |
| --------- | --------- | ------------------------------ |
| Гагик     | 908—943   | Гагик-Хачик, сын Ашота Арцруни |
| Дереник   | 943—959   | Дереник-Ашот, сын Гагика       |
| Абусахл   | 959—972   | Абусахл-Амазасп, сын Гагика    |
| Саак      | 972—991   | Ашот-Саак, сын Абусахла        |
| Гурген    | 991—1003  | Гурген-Хачик, сын Абусахла     |
| Сенекерим | 1003—1021 | Сенекерим-Ованес, сын Абусахла |